# Kurtus gulliveri
Kurtus gulliveri е вид лъчеперка от семейство Kurtidae.

## Разпространение
Видът е разпространен в Австралия (Западна Австралия, Куинсланд и Северна територия), Индонезия и Папуа Нова Гвинея.